# Ellisomyces anomalus
Ellisomyces anomalus är en svampart som först beskrevs av Hesselt. & P. Anderson, och fick sitt nu gällande namn av Benny & R.K. Benj. 1975. Ellisomyces anomalus ingår i släktet Ellisomyces och familjen Mucoraceae.   Inga underarter finns listade i Catalogue of Life.